# Sony Music
La Sony Music (SM) è una società statunitense che rappresenta una delle tre più grandi etichette discografiche (major) nell'industria musicale, controllata dall'azienda multinazionale conglomerata giapponese Sony.
Le altre due sono l'Universal Music Group e la Warner Music Group.

## Storia
Nel 1988 la Sony acquisisce il catalogo dei dischi CBS Records per due miliardi di dollari e nel 1991 la ribattezza Sony Music Entertainment. La CBS mantiene comunque i diritti sul proprio marchio. La Sony acquisisce anche il catalogo della Columbia Graphophone Company direttamente dalla EMI, e successivamente anche quello della Epic Records, diventando la sezione pop-rock del listino Sony.
Nel 2004 la Sony Music Entertainment crea una joint-venture con un'altra casa di produzione storica, la BMG, creando l'impero musicale Sony BMG Music Entertainment e controllando di fatto più della metà del mercato musicale mondiale. Durante l'estate del 2008, la quota societaria in mano al gruppo Bertelsmann (BMG) passa interamente alla Sony, dando vita al nuovo nome Sony Music.
È stata una delle tre major ad aver lasciato pubblicamente l'industria discografica della Federazione Russa a seguito dell'invasione dell'Ucraina; tuttavia, in un articolo pubblicato da Forbes Russia il 30 aprile 2025, è stato annunciato dalla direttrice di Yandex, azienda che gestice il principale servizio di streaming musicale nel Paese, un «possibile ritorno» dell'azienda in Russia in un mercato incentrato su contenuti in lingua russa.

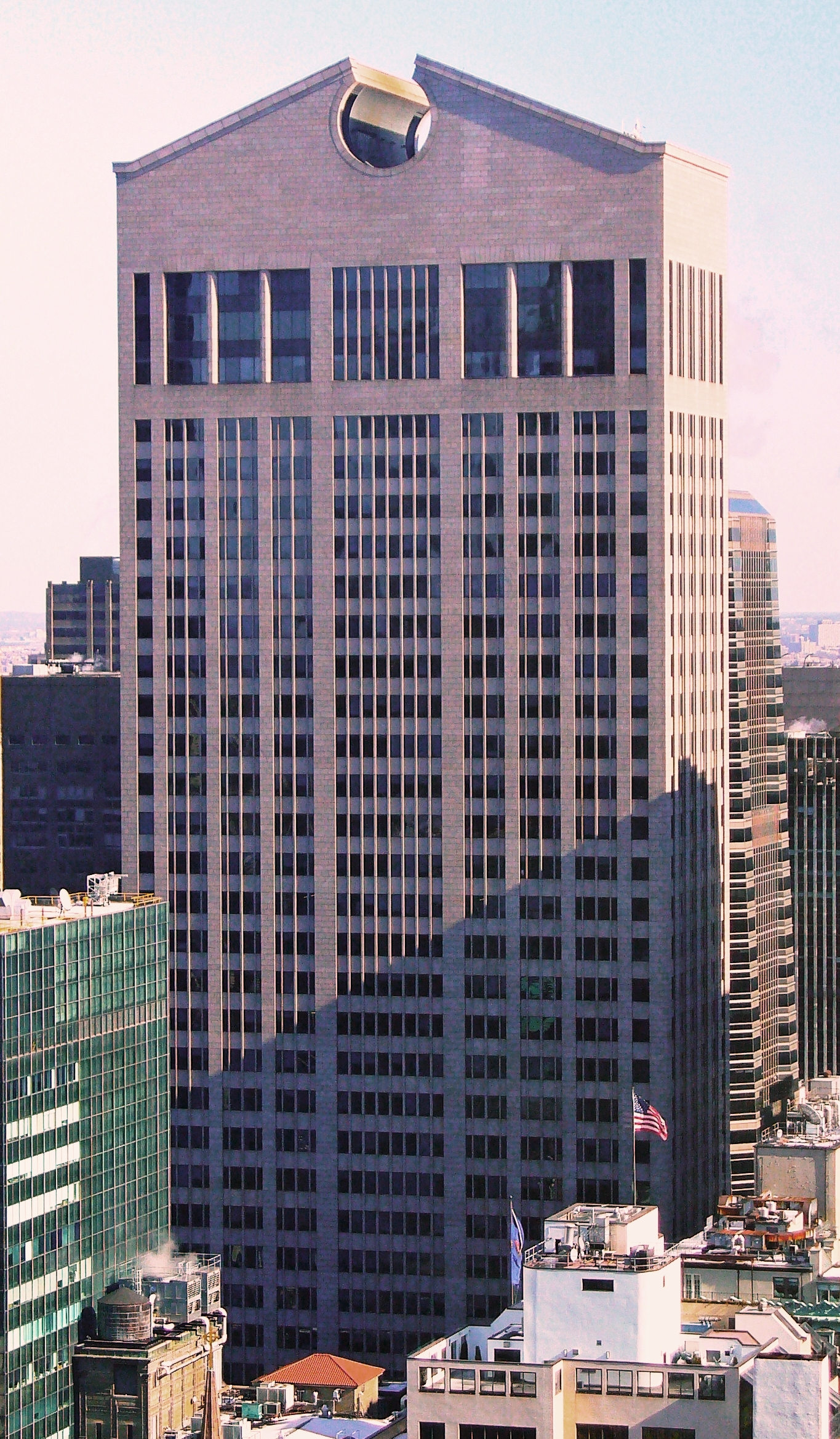
Il Sony Building al 550 Madison Avenue a New York

## Etichette discografiche controllate
- RTI Music
- Numero Uno
- Dischi Ricordi
- Columbia Records
- Epic Records
- Legacy Recordings
- Provident Label Group
- RCA Records
- DM Music Group DMG
- Sony Classical
- Inside Out Music America
- Century Media Records
- EMI
- Jive Records
- Solomusicaitaliana